# Kirjapääjärvi
Kirjapääjärvi är en sjö i Pajala kommun i Norrbotten och ingår i Kalixälvens huvudavrinningsområde. Sjön har en area på 0,101 kvadratkilometer och ligger 221,2 meter över havet.

## Delavrinningsområde
Kirjapääjärvi ingår i det delavrinningsområde (748522-177491) som SMHI kallar för Utloppet av Ruokojärvi. Medelhöjden är 248 meter över havet och ytan är 9,29 kvadratkilometer. Det finns inga avrinningsområden uppströms utan avrinningsområdet är högsta punkten. Ruokojoki som avvattnar avrinningsområdet har biflödesordning 5, vilket innebär att vattnet flödar genom totalt 5 vattendrag innan det når havet efter 235 kilometer. Avrinningsområdet består mestadels av skog (72 procent). Avrinningsområdet har 1,8 kvadratkilometer vattenytor vilket ger det en sjöprocent på 19,3 procent.